# Lijst van gouverneurs van Dalarnas län
Dit is een lijst van gouverneurs van Dalarnas län, een van de län, een van de provincies van Zweden. De naam van Dalarnas län was tot 1997 Kopparbergs län. Het Zweeds voor gouverneur is landshövding.
- Peter Kruse 1634–1645
- Johan Berndes 1641–1651
- Erik Fleming 1651–1655 en 1658
- Lorentz Creutz 1655–1663
- Jesper Crusebjörn 1658–1659
- Gustaf Duwall  1662–1692
- Nils Gripenhielm 1692–1706
- Hans Rålamb 1706
- Jacob Bure 1706–1709
- Hans Rålamb 1709–1710
- Ludvig Fahlström 1710–1710
- Jacob Reenstierna 1710–1713
- Jonas Cedercrantz 1713–1716
- Gustaf Gabriel Appelman 1716–1719
- Otto Reinhold Strömfelt 1719–1723
- Peter von Danckwardt 1723–1732
- Nils Reuterholm 1732–1739
- Albrecht Lindcreutz 1739–1742
- Carl Gustaf Wennerstedt 1742–1755
- Bernhard Reinhold von Hauswolff 1756–1763
- Johan Abraham Hamilton 1763–1766
- Adolf Mörner 1766
- Carl Cederström 1766–1781
- Johan Beck-Friis 1781–1790
- Johan af Nordin 1790–1812
- Hans Järta 1812–1822
- Pehr Daniel Lorichs 1822–1853
- Erik Polycarpus Cronhielm 1853–1856
- Olof af Geijerstam 1857–1863
- Johan Gustaf Samuel de Maré 1863–1880
- Curry Treffenberg 1880–1892
- Claës Wersäll 1893–1901
- Carl Fredrik Holmquist 1901–1922
- Herman Kvarnzelius 1922–1932
- Bernhard Eriksson 1932–1944
- Gustaf Andersson 1944–1951
- Eije Mossberg 1951–1957
- Gösta Elfving 1957–1973
- Bengt Olsson 1974–1980
- Ingvar Gullnäs 1980–1986
- Lilly Hansson 1986–1992
- Gunnar Björk 1992–2001
- Ingrid Dahlberg 2002–2006
- Maria Norrfalk 2007–2015
- Ylva Thörn 2015–2021
- Camilla Fagerberg Littorin, sinds 2021

Blekinge län · Dalarnas län · Gävleborgs län · Gotlands län · Hallands län · Jämtlands län · Jönköpings län · Kalmar län · Kronobergs län · Norrbottens län · Örebro län · Östergötlands län · Skåne län · Södermanlands län · Stockholms län · Uppsala län · Värmlands län · Västerbottens län · Västernorrlands län · Västmanlands län · Västra Götalands län